# Eyrolles Michel Mvunzi Meya
Eyrolles-Michel Mvunzi Meya, né le 4 août 1974 à Kindi, dans le territoire de Kenge et mort le 16 décembre 2020 à Kinshasa, est un homme politique congolais (RDC).

## Biographie
Il étudie au Collège N'temo de Kasongo-Lunda, puis obtient une licence en droit international et en relations internationales à l'université de Kinshasa.
Il devient alors avocat au barreau de Kinshasa-Matete, puis avocat conseil du marché de la Liberté/Masina. Il est le chef de cabinet du rapporteur de l'Assemblée provinciale de Kinshasa entre 2006 et 2009 puis travaille plusieurs années à la Direction générale des recettes de Kinshasa.
Secrétaire général du Regroupement des Novateurs du Congo (RENOVAC), il est élu député national aux élections législatives de décembre 2018 dans la circonscription électorale de Kenge.
Il est nommé le 26 août 2019 ministre délégué auprès du ministre de l'Intérieur, de la Sécurité et des Affaires coutumières chargé des Affaires coutumières au sein du gouvernement Ilunga.
Il meurt le 16 décembre 2020 de la Covid-19.